# Diuraphis tritici
Diuraphis tritici är en insektsart som först beskrevs av David D. Gillette 1911.  Diuraphis tritici ingår i släktet Diuraphis och familjen långrörsbladlöss. Inga underarter finns listade i Catalogue of Life.